# 28978 Iksion
28978 Iksion (privremena oznaka 2001 KX76), trans-neptunski objekt (plutino) i vrlo vjerojatno patuljasti planet.